# Fregata aquila
La fregata di Ascension o fregata aquila (Fregata aquila (Linnaeus, 1758)) è un uccello marino della famiglia dei Fregatidi.

## Distribuzione e habitat
Questo uccello nidifica unicamente sull'isolotto di Boatswain Bird, a 250 m circa a est dell'Isola di Ascensione nell'Oceano Atlantico.